# Ghaem Magham Farahani
Mirza Abolghasem Ghaem Magham Farahani (em persa: میرزا ابوالقاسم قائم‌مقام فراهانی‎) ou Mirza Abu'l-Qasim Farahani Qá'im Maqam (1779, 28 de junho de 1835, Negarestan Garden, Teerã) foi o primeiro-ministro iraniano no início no século XIX.
Ele nasceu em Araque, Irão. Seu pai, Mirza Isa Ghaem Magham Farahani, serviu a Dinastia Qajar por mais de 20 anos. Antes de servir como primeiro-ministro ele era chanceler da corte de Maomé Xá Cajar. Mais tarde foi traído e assassinado por ordem de Maomé em 1835, seu sucessor foi Haje Mirza Agasi, Seus livros incluem Monsha'at.